# Маврино (Щёлковский район)
Маврино — деревня в Щёлковском районе Московской области России, входит в состав городского поселения Фряново. Население — 15 чел. (2010).

## География
Деревня Маврино расположена на северо-востоке Московской области, в северо-восточной части Щёлковского района, примерно в 48 км к северо-востоку от Московской кольцевой автодороги и 33 км от одноимённой железнодорожной станции города Щёлково, по правому берегу реки Дубенки бассейна Клязьмы.
В 3 км южнее деревни проходит Фряновское шоссе Р110, в 12 км к северо-востоку — Московское большое кольцо А108, в 15 км к юго-западу — Московское малое кольцо А107, в 17 км к северо-западу — Ярославское шоссе М8. Ближайшие населённые пункты — деревни Головино, Костыши и Машино.
В деревне пять улиц.

## Население
| 1678 | 1704 | 1852 | 1859 | 1869 | 1886 | 1899 |
| ---- | ---- | ---- | ---- | ---- | ---- | ---- |
| 16   | ↗34  | ↗145 | ↘121 | ↘98  | ↘92  | ↘57  |
| 1926 | 2002 | 2006 | 2010 |      |      |      |
| ↗148 | ↘17  | ↘12  | ↗15  |      |      |      |

## История
Маврино упоминается в 1585 году как «пустошь Маврина, на речке Дубенке, Московского уезда, Шеренского и Отъезжего стана».
В 1678 году в деревне находились двор вотчинников (6 деловых людей) и три крестьянских двора (10 человек), в 1704 году — двор вотчинников и пять крестьянских дворов (всего 34 человека).
В 1693 году в Маврине была построена церковь во имя Николая Чудотворца, затем, в самом начале XVIII века, выстроена новая каменная церковь Пресвятой Богородицы Владимирская.
В середине XIX века село относилось ко 2-му стану Богородского уезда Московской губернии и принадлежало коллежскому регистратору Вере Михайловне Пантелеевой. В селе было 17 дворов, церковь, крестьян 72 души мужского пола и 73 души женского.
В «Списке населённых мест» 1862 года Сергиевское (Марьино, Маврино) — владельческое село 2-го стана Богородского уезда Московской губернии по правую сторону Троицкого тракта (из Богородска в Сергиевскую Лавру), в 30 верстах от уездного города и становой квартиры, при пруде, с 19 дворами, православной церковью и 121 жителем (60 мужчин, 61 женщина).
По данным на 1869 год — село Аксёновской волости 3-го стана Богородского уезда с 25 дворами, 32 деревянными домами, каменной церковью Владимирской Божией Матери (1703), хлебным запасным магазином, лавкой, полушерстоткацким заведением и 98 жителями (39 мужчин, 59 женщин), из которых 13 грамотных. Количество земли составляло 207 десятин, в том числе 52 десятины пахотной. Имелось 14 лошадей и 23 единицы рогатого скота.
В 1913 году — 17 дворов и земское училище.
По материалам Всесоюзной переписи населения 1926 года — центр Мавринского сельсовета Аксёновской волости Богородского уезда в 4 км от Фряновского шоссе и 38 км от станции Щёлково Северной железной дороги, проживало 148 жителей (69 мужчин, 79 женщин), насчитывалось 28 хозяйств (25 крестьянских), имелась школа 1-й ступени.
С 1929 года — населённый пункт Московской области в составе:
- Гаврилковского сельсовета Щёлковского района (1929—1954)[19],
- Головинского сельсовета Щёлковского района (1954—1959, 1960—1963, 1965—1994)[20][21][22],
- Головинского сельсовета Балашихинского района (1959—1960)[20][23],
- Головинского сельсовета Мытищинского укрупнённого сельского района (1963—1965)[24],
- Головинского сельского округа Щёлковского района (1994—2006)[22],
- городского поселения Фряново Щёлковского муниципального района (2006 — н. в.)[25][26].

## Достопримечательности

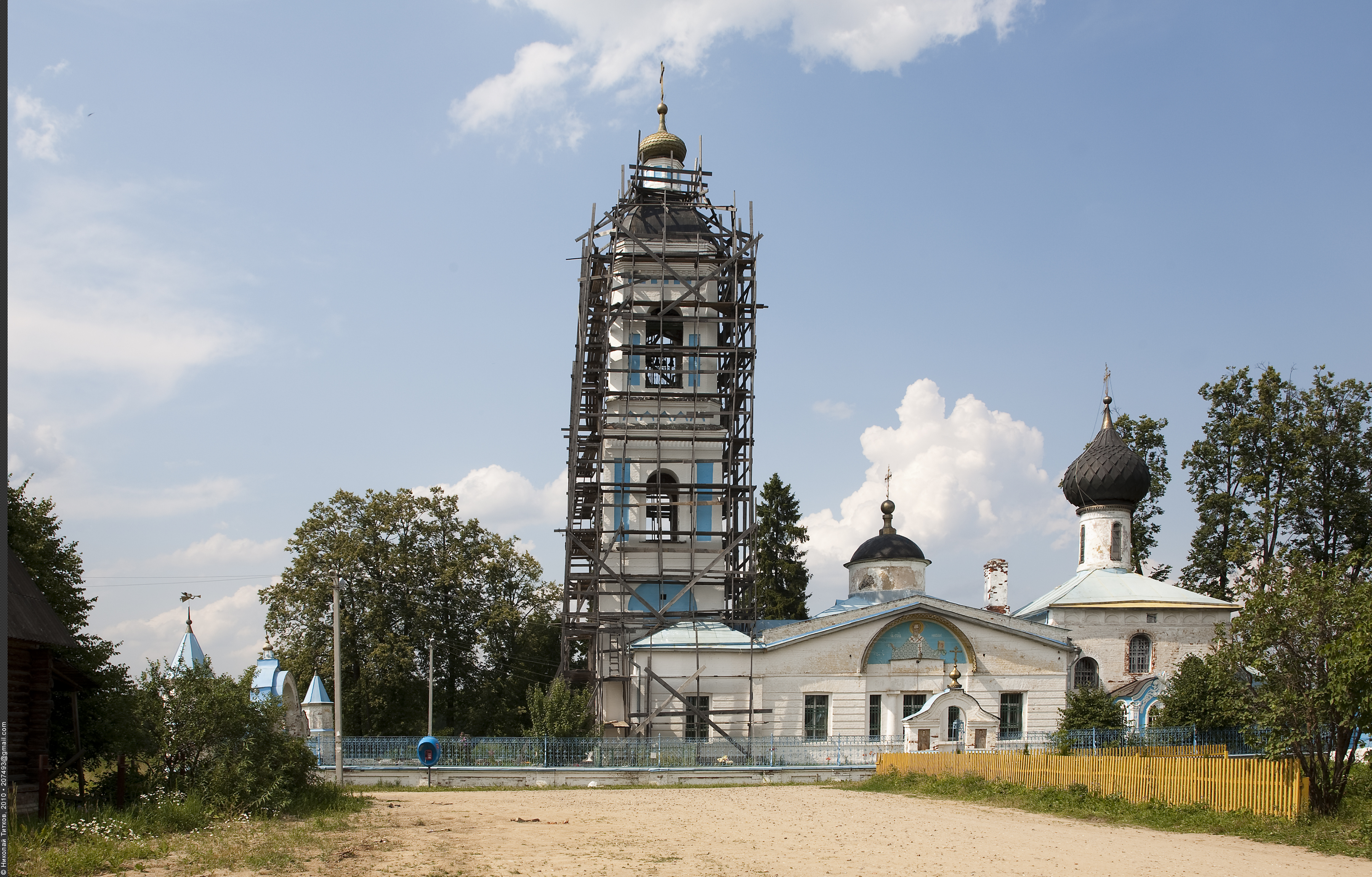
Церковь Иконы Божией Матери Владимирская во время реставрации в июле 2010 года

- Кирпичная церковь Иконы Божией Матери Владимирская (1703) — одноглавый четверик с трапезной, построенной в стиле классицизма в 1836 году с Никольским и Сергиевским приделами. Колокольня перестроена в 1893 году[27]. Является объектом культурного наследия России как памятник архитектуры регионального значения[28].